# 英格麗·約翰斯魯德
英格麗·蘇珊娜·約翰斯魯德（英語：Ingrid Suzanne Johnsrude）是一名加拿大神經科學家，西安大略大學心理學教授，曾擔任加拿大認知神經科學研究主席。她的研究涉及神經成像、大腦結構與語言能力之間的聯繫以及老年退化性大腦疾病的診斷。
約翰斯魯德在皇后大學攻讀心理學本科課程，1989年畢業，之後進入麥吉爾大學攻讀研究生課程，1997年在布倫達·米爾納的指導下獲得博士學位。在倫敦大學學院完成博士後研究後，她成為英國劍橋MRC認知與腦科學組的科學家，研究神經解剖學與受操作制約影響的能力之間的關係，以及在語音識別過程中活躍的大腦結構。2004年，她回到皇后大學任教。
約翰斯魯德2001年在《神經圖像》雜誌上發表的關於體素形態計量學的研究成果是該雜誌上被引用次數最多的論文之一。2003年，約翰斯魯德和她的合著者獲得搞笑諾貝爾獎醫學獎，因為他們的研究表明倫敦計程車司機的海馬迴比其他職業的司機更為發達。2004年，還是助理教授的約翰斯魯德被授予加拿大研究教席；2009年，該教席獲得續約。。2009年，加拿大總理史蒂芬·哈伯向約翰斯魯德頒發NSERC E·W·R·斯蒂亞西獎學金，該獎項每年頒發給少數在國際上享有卓越研究聲譽的加拿大年輕研究人員。2010年，約翰斯魯德獲選為全球青年科學院院士。

## 外部連結
- Faculty web page （页面存档备份，存于） at Queen's University.